# Vedalife
Vedalife — міжнародний фестиваль йогів. Традиційно проходить в Києві влітку.

## Історія
Вперше фестиваль був проведений у 2011 році.

### 2016
У 2016 році фестиваль проходив із четверга 28 по неділю 31 липня на базі відпочинку "Славутич" на Трухановому острові. Традиційно організатором виступив Свамі Авадхут (Григорій Аістов). На захід було запрошено близько десяти кришнаїтських монахів з інших країн. На сцені фестивалю виступали гурти, що відомі прихильністю до індійської культури. Захід відвідав Любко Дереш (у минулому кришнаїт). У суботу, 30 липня, Ведалайф відвідав Надзвичайний і Повноважний Посол Індії в Україні Манодж Кумар Бхарті. Він розповідав про важливість медитації та духовного розвитку.

### 2017
У 2017 році фестиваль проходив двома заходами:
- VEDALIFE-2017: CITY в Українському будинку із 29 по 30 липня;[1]
- VEDALIFE-2017: ISLAND: на Трухановому острові із 3 по 7 серпня.

Як і у попередні роки виступав посол Індії в Україні Манодж Кумар Бхарті. Захід відвідали філософ Бхакті Судхір Госвамі (США), ведичний учений-дослідник і викладач бхакті-йоги Вішакха Дасі (Індія), викладач VedaVita Yoga Art Studio в Римі Чайтанья Мой (Бразилія-Італія), виконавці індійської музики група Jiv Jago, український письменник Любко Дереш і багато інших.

### 2018
Пройшов із 25 по 29 липня в Києві у парку "Муромець" (парк "Дружби Народів"). Як і в попередні роки, цього року команда фестивалю збирали кошти на Спільнокошті. Було зібрано 61 718 гривень (при заявці 44 500 грн). Проходили традиційні заняття із різноманітних йог, ввечері були виступи відомих співаків. Вдень були майстер-класи, лекції та ярмарок-продаж сувенірів, вегетаріанської, веганської і сироїдської їжі.
Про свою підтримку фестивалю засвідчив Надзвичайний і Повноважний Посол Індії в Україні Манодж Кумар Бхарті. Він виступав 28 липня.
Спікери:
- Рохіні Шакті із Бразилії;
- Авадхут Махарадж із Києва;
- Анатолій Зенченко, президент Міжнародної Асоціації Йоги;
- Бхакті Судхір Госвамі (США);
- Бхакті Лаліта (США-Таїланд);
- Мадхусудан Махарадж (Велика Британія-Індія);
- Чайтанья Мой (Бразилія-Італія)
- Барбара Бальдаччіні (Італія)

Загалом було представлено близько 20 видів йоги (серед них і такі модні останніми роками, як флай-йога та акройога) від 30 викладачів йоги із всього світу.

### 2019

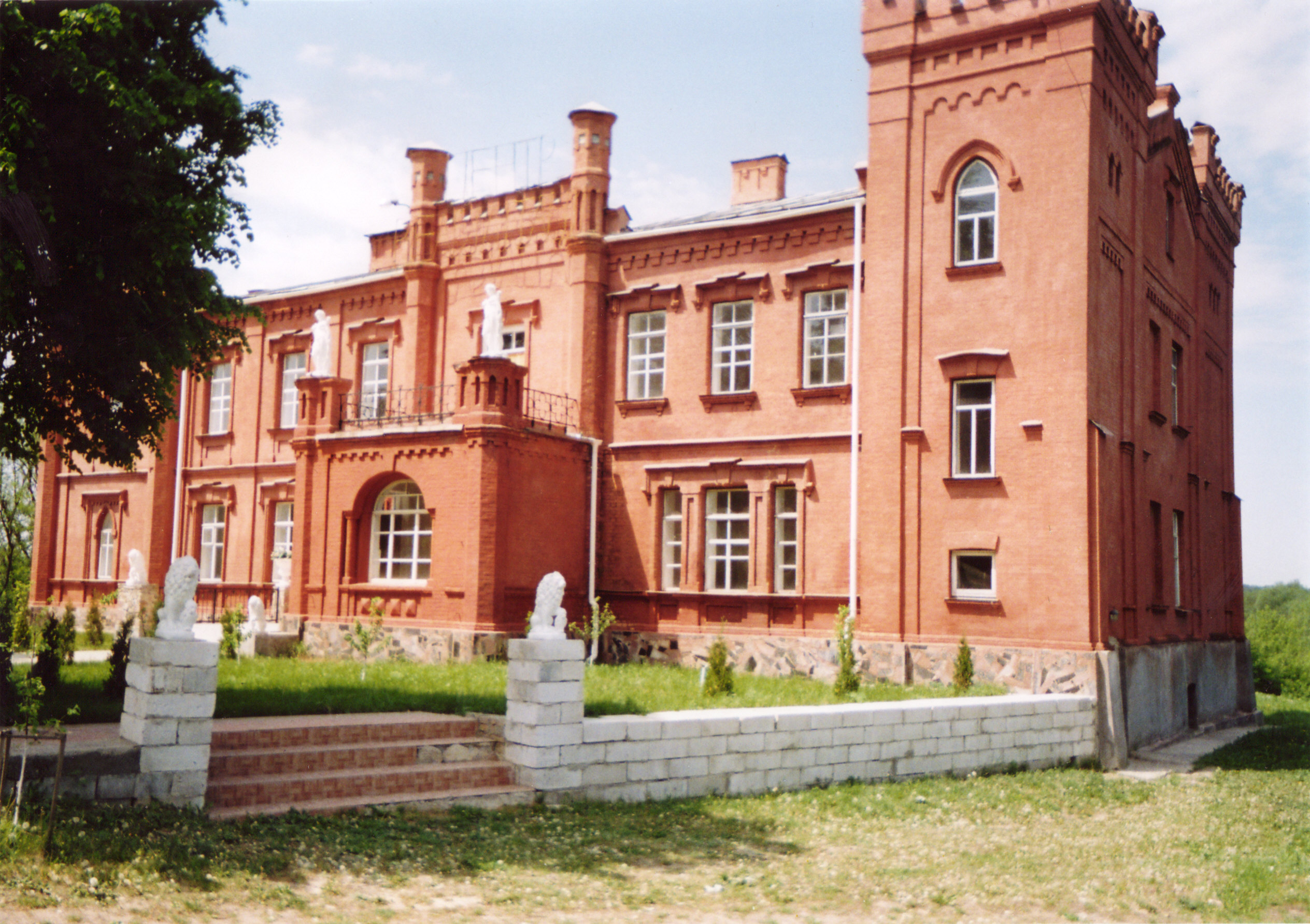
«Садиба Заботіних» у с. Мала Ростівка, де у 2019 проходив фестиваль

Пройшов 18-21 липня у селі Мала Ростівка Вінницької області у садибі генерала Заботіна.

### 2020
Пройшов із 29 червня по 12 липня в он-лайн-форматі, оскільки в той час в Україні була пандемія коронавірусу.

### 2021
Пройшов 11-12 липня в Гідропарку. Цього року захід проходив за підтримки Департаменту культури КМДА та адміністрації КЗ «Парк культури та відпочинку "Гідропарк"».

## Галерея

Vedalife-2016
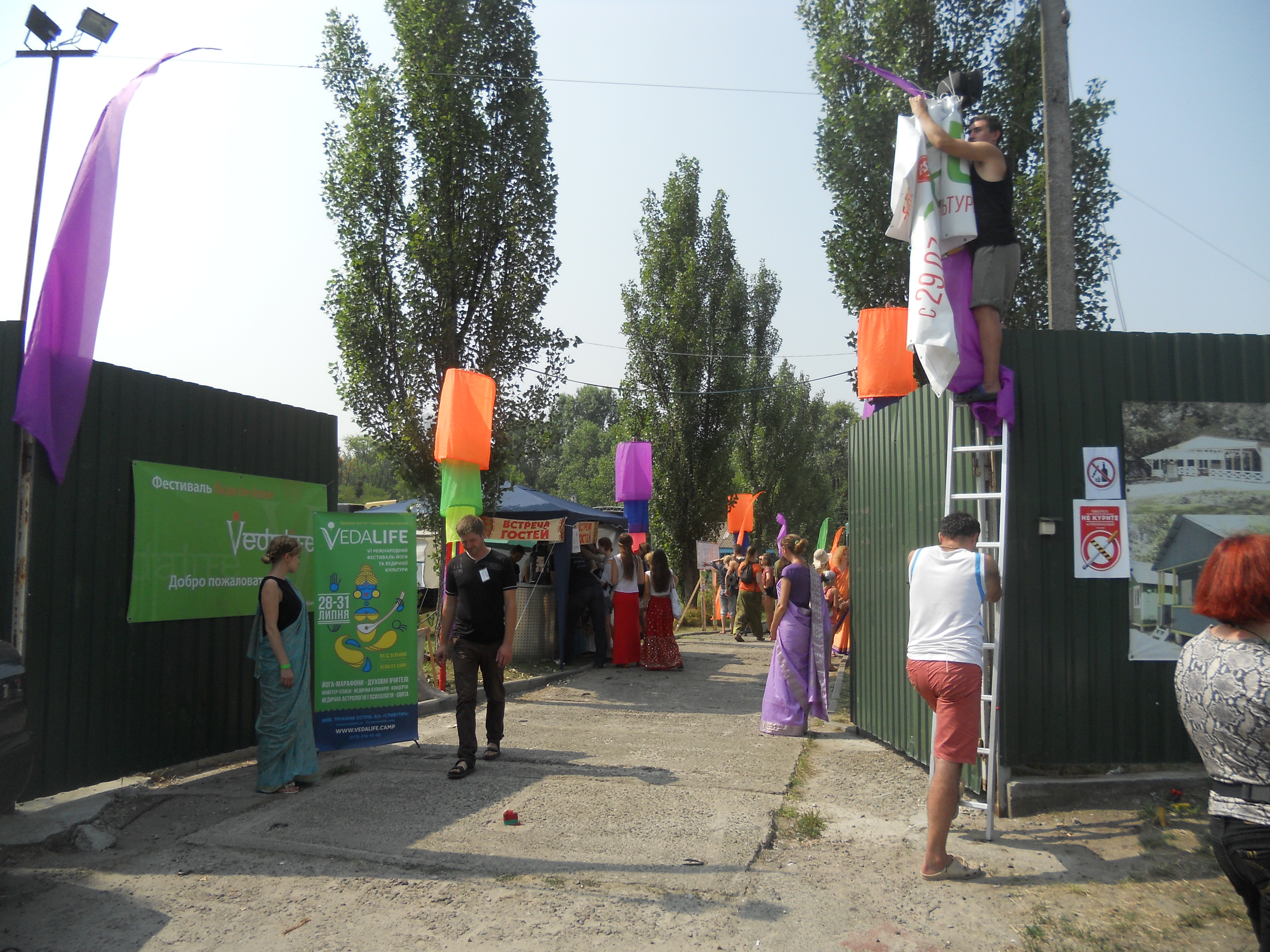
Підготовка до відкриття
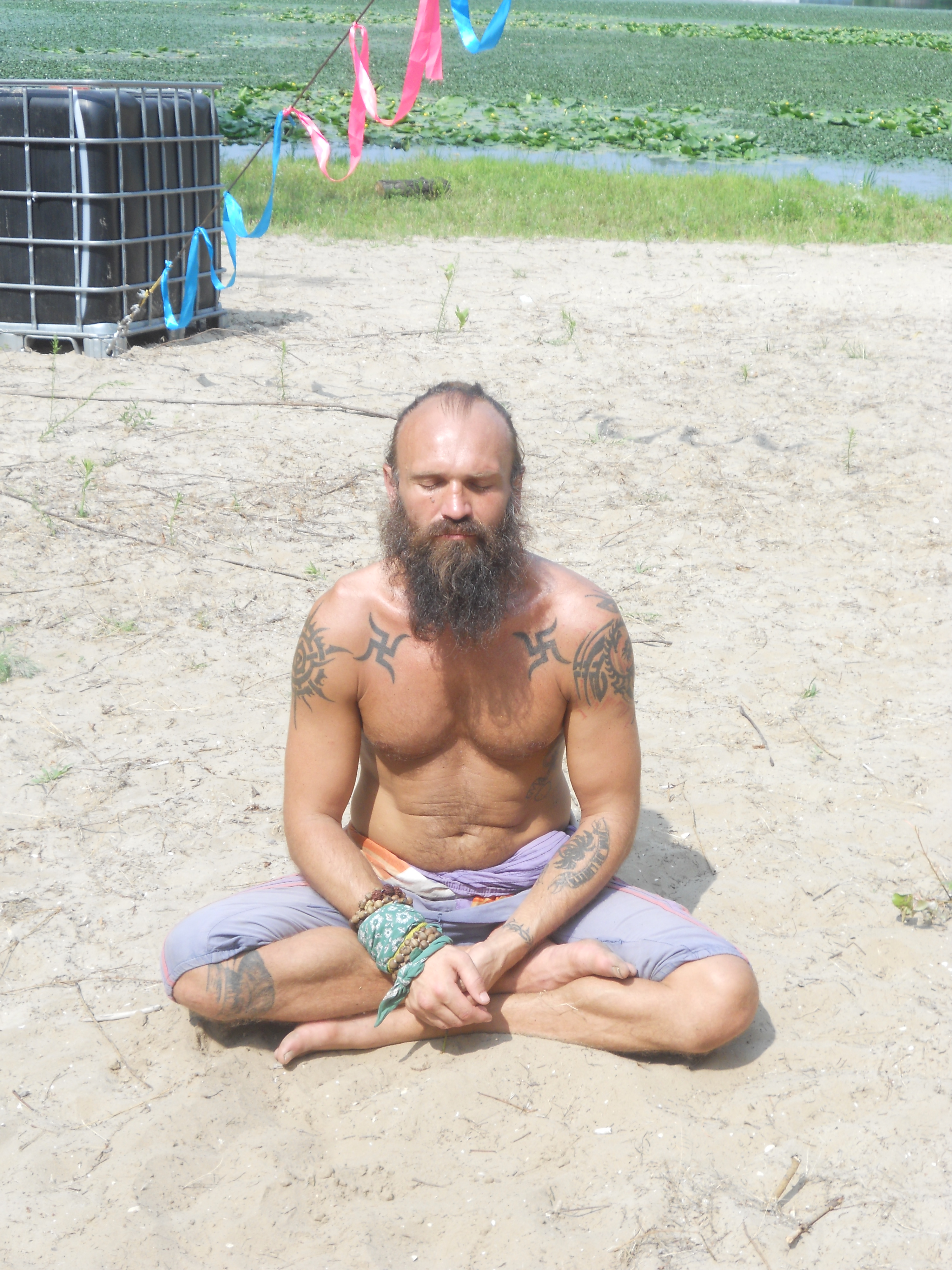
Один з учасників фестивалю, український йог, сидить в медитації
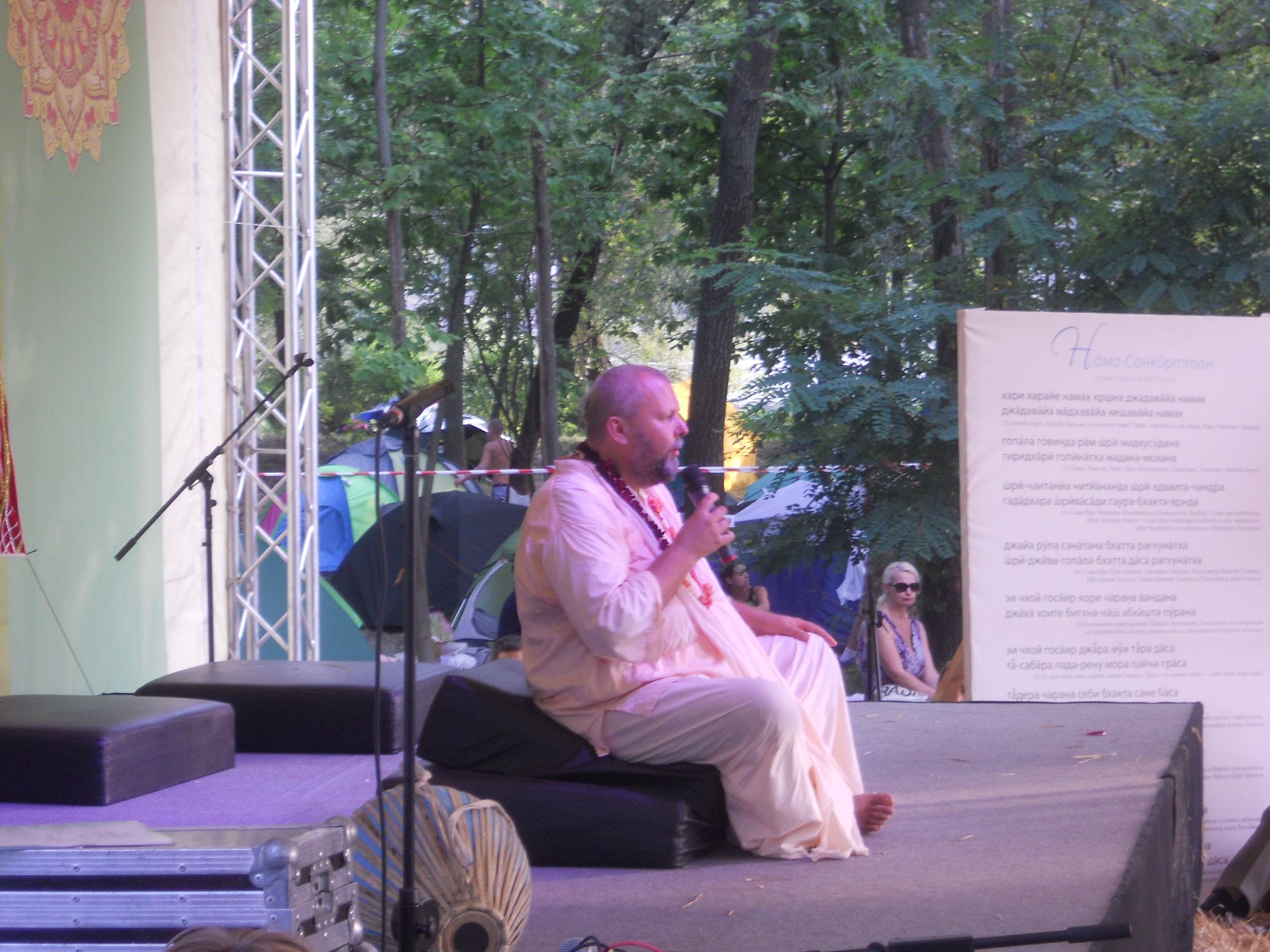
Свамі Авадхут, організатор фестивалю
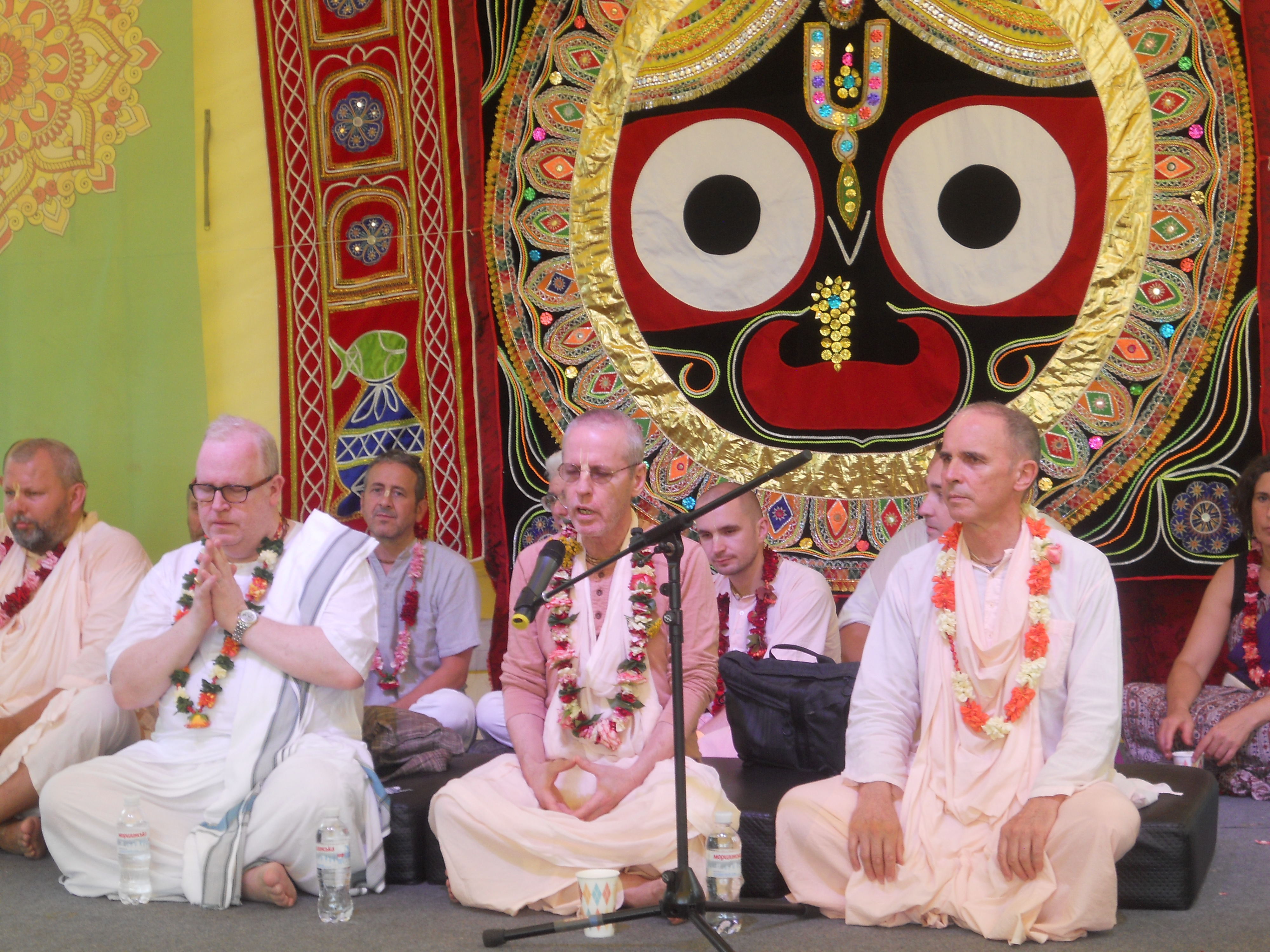
Гуру з різних країн на відкритті фестивалю
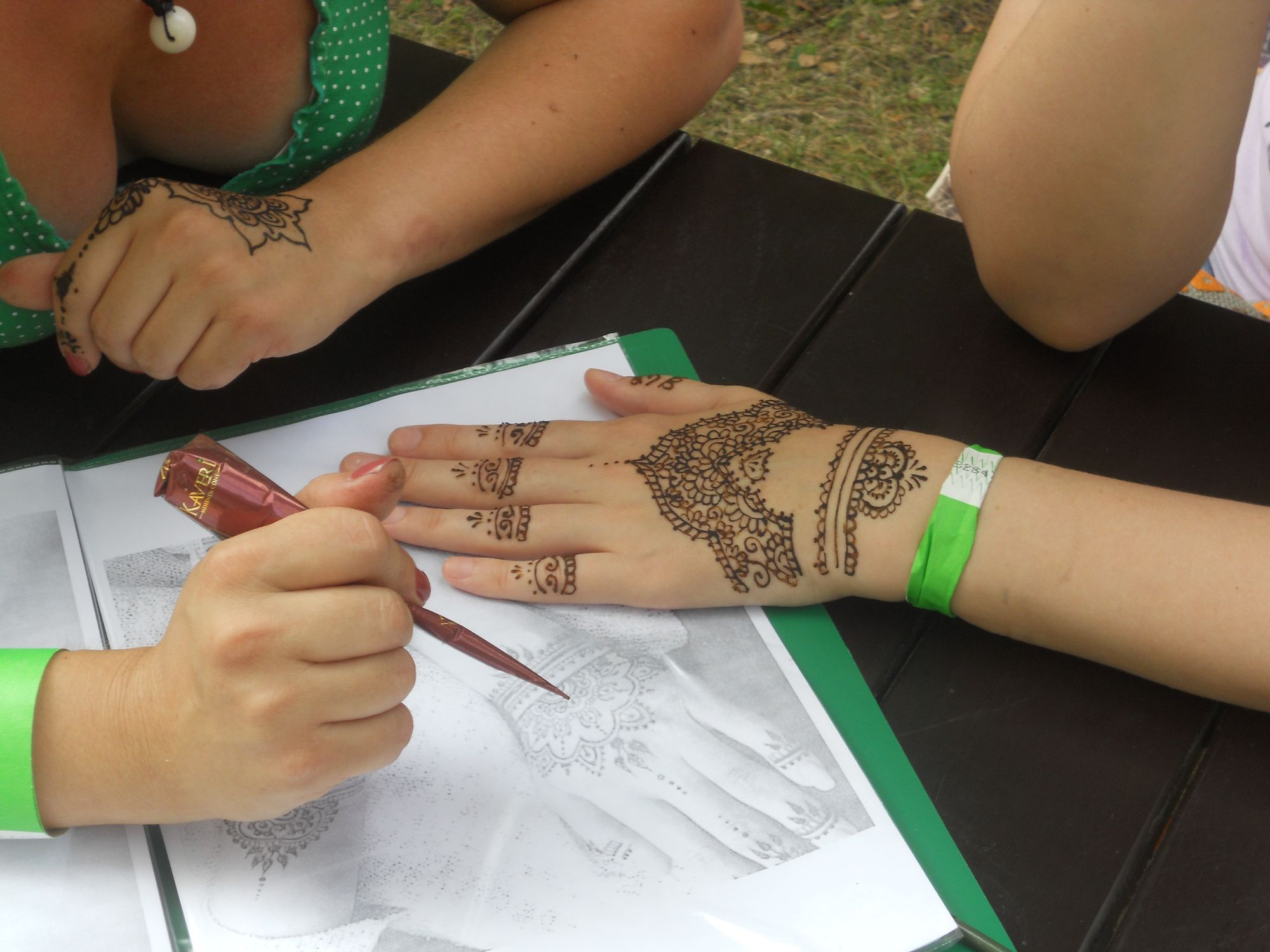
Мехенді
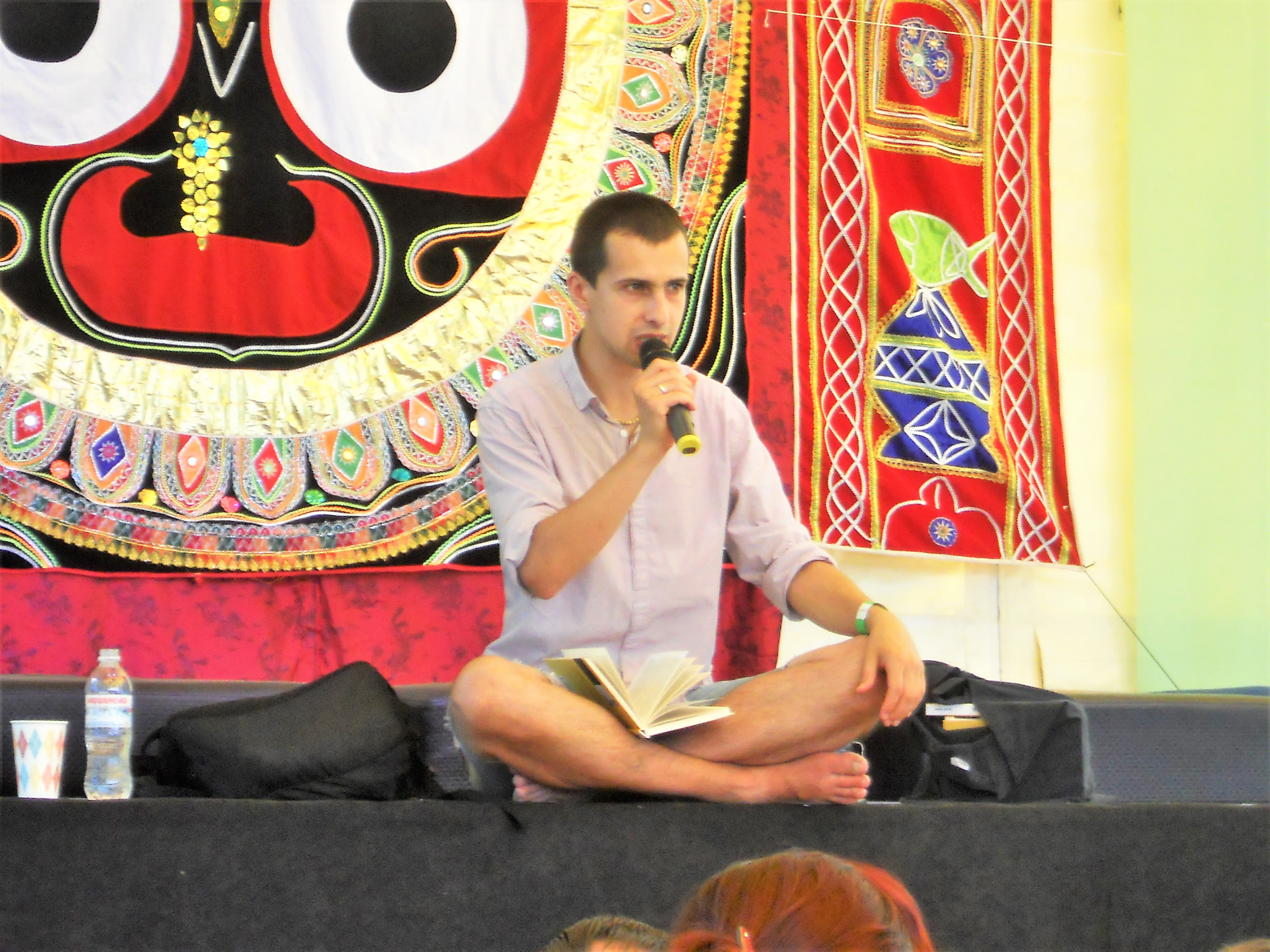
Любко Дереш на сцені